# Cerasus cerasus
Cerasus cerasus là loài thực vật có hoa trong họ Hoa hồng. Loài này được (L.) Eaton & Wright mô tả khoa học đầu tiên năm 1840.